# Forces Armades de Guinea Equatorial
Les Forces Armades de Guinea Equatorial són la institució equatoguineana que segons la Llei Fonamental de Guinea Equatorial de 1991, és l'encarregada de garantir la Defensa nacional, sobirania, mantenir l'ordre i la integritat territorial d'aquesta nació d'Àfrica Central.
El seu cap suprem segons l'article 39 de la constitució és el president de la República El títol tercer és l'únic capítol de la carta magna d'aquest país que es refereix a les funcions i organització d'aquesta institució militar.

## Història
Les Forces militars de Guinea Equatorial van ser reorganitzades en 1979. Es componen d'aproximadament 2.500 membres en servei. L'exèrcit té gairebé 1.400 soldats, la policia militar prop de 400 homes, l'armada 200 membres en servei, i la força aèria prop de 120 membres. També hi ha un Gendarmeria o Guàrdia, però el nombre de membres és desconegut. La Gendarmeria és una nova branca del servei en la qual la formació i l'educació es realitzen amb el suport de la Cooperació militar Francesa. En general, els militars no estan ben entrenats ni equipats. Tenen sobretot armes de petit calibre, RPGs, i morters. Gairebé cap dels seus vehicles blindats lleugers a l'estil soviètic o camions estan en funcionament.

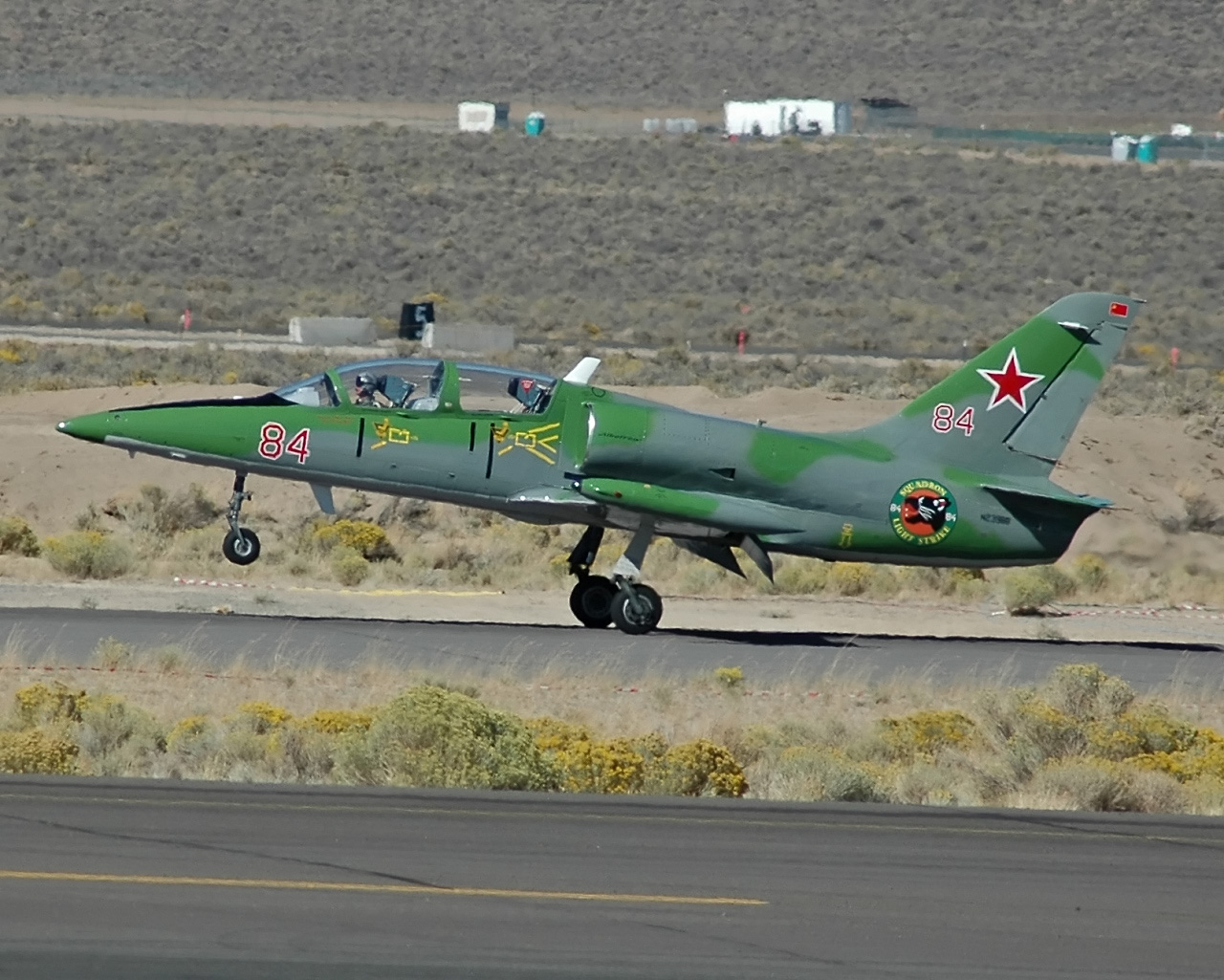
L-39 Albatros de les forces aèries

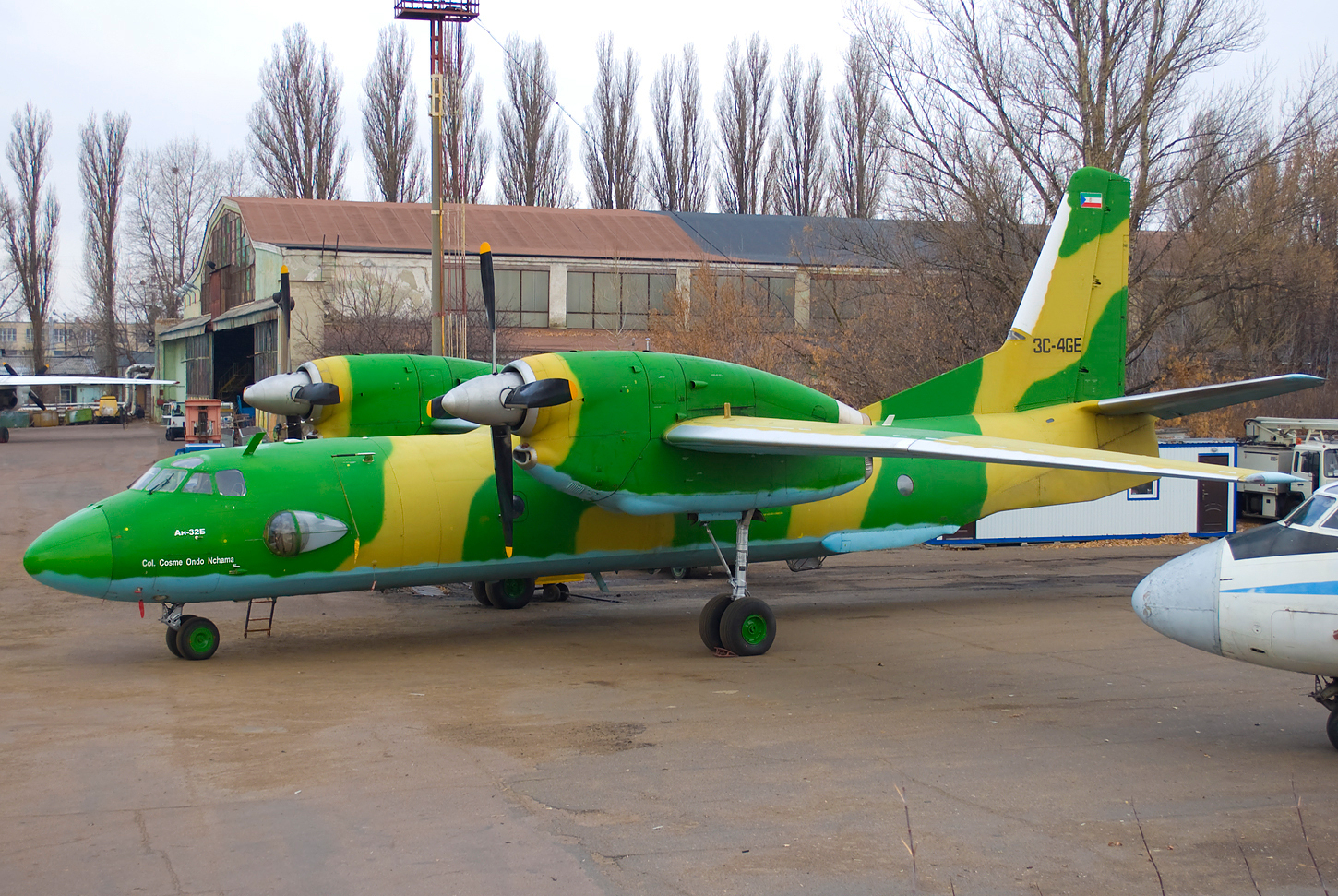
Antonov An-32 de Guinea Equatorial Guineaa Kiev Zhulyany

En 1988, els Estats Units van donar una llanxa patrullera de 68-peus a l'Armada de Guinea Equatorial per patrullar la seva zona econòmica exclusiva. El vaixell patrulla dels EUA Isla de Bioko ha deixat de funcionar. El compromís militar dels EUA ha estat inactiu des de 1997 (any de l'últim intercanvi d'exercicis Combinats Conjunts de Capacitació). Entre 1984 i 1992, els membres del servei anaven regularment als Estats Units al "Programa Internacional de Formació Militar", després de la qual cosa el finançament d'aquest programa per Guinea Equatorial ha cessat. El govern va gastar el 6,5% del seu pressupost anual en defensa en 2000 i 4,5% del seu pressupost en defensa en 2001. Recentment, ha adquirit algunes peces d'artilleria xinesa, alguns vaixells de patrulla d'Ucraïna, i alguns helicòpters de combat d'Ucraïna. El nombre d'aeroports pavimentats a Guinea Equatorial és escàs, i com a tal el nombre d'avions operats per la Força Aèria és petit. Els equatoguineans depenen dels estrangers per operar i mantenir aquests equips, ja que no estan prou capacitats per fer-ho.

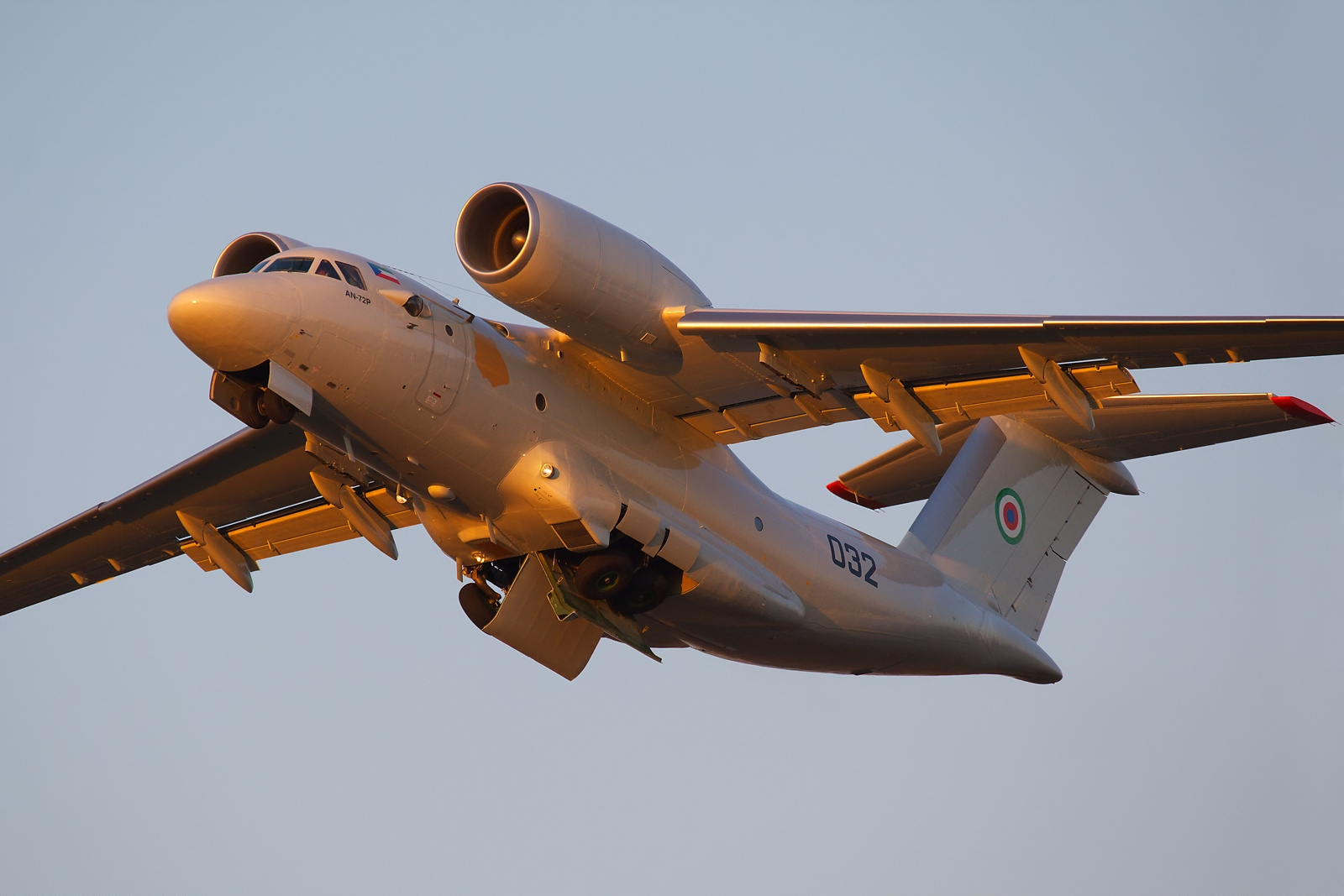
Un Antonov An-72P en vol

Els nomenaments militars són tots supervisats pel president Obiang, i pocs dels milicians natius provenen de fora del clan de Mongomo. Obiang era general quan va enderrocar al seu oncle, Francisco Macías Nguema.

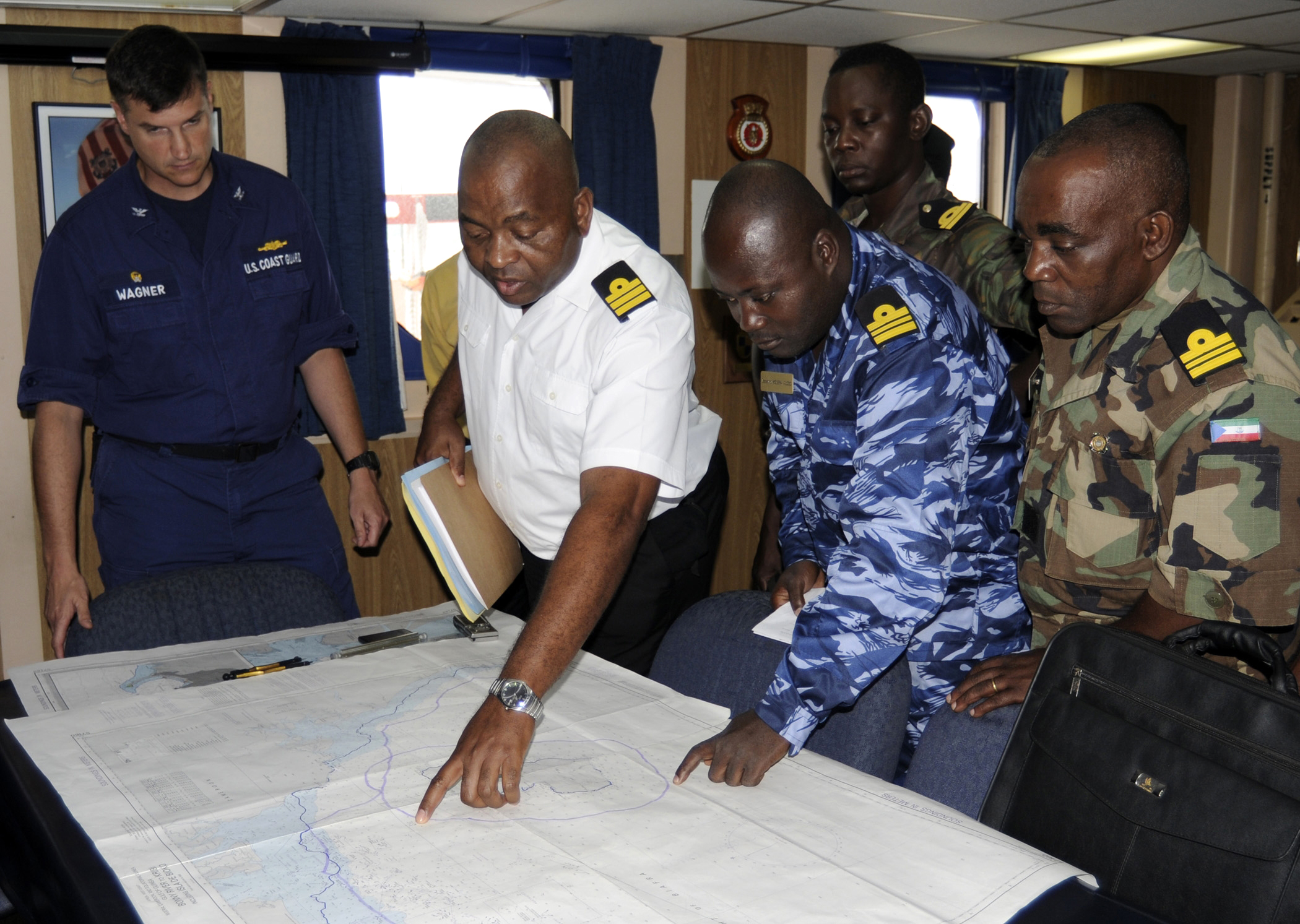
Membres de la Marina de Guinea Equatorial

En 2002, un informe diu que les companyies petrolieres no veuen amb molta confiança als militars de Guinea Equatorial com a producte de dècades de dictadura brutal. Es creu que per a aquest any l'exèrcit posseïa només al voltant d'1.320 homes en armes, la Marina 120, i la força aèria al voltant de 100. Set dels nou generals de l'Exèrcit són parents del president i els altres dos són de la seva tribu. No hi ha una estructura de comandament clara, el nivell de disciplina és baixa, i la professionalitat i la formació són gairebé inexistents, segons els vilatans i els treballadors del petroli estrangers. Fins i tot la guàrdia presidencial (una indicació de la falta de confiança en les forces del país) es compon d'alguns soldats d'origen estranger.

## Força Aèria
La Fuerza Aérea de Guinea Ecuatorial opera dotze avions.
| Avió                  | Origen       | Tipus                  | En servei | Notes                    |
| --------------------- | ------------ | ---------------------- | --------- | ------------------------ |
| Aero L-39 Albatros    | Txèquia      | atac lleuger           | 2         |                          |
| Antonov An-32 Cline   | Ucraïna      | transport tàctic       | 1         | estavellat 16 abril 2008 |
| Antonov An-72         | Ucraïna      | transport tàctic       | 1         |                          |
| CASA C-295            | Espanya      | transport i vigilància | 2         |                          |
| Cessna Skymaster      | Estats Units | enllaç                 | 1         |                          |
| Dassault Falcon 900   | França       | VIP                    | 1         |                          |
| Mil Mi-17 Hip-H       | Rússia       | VIP                    | 1         |                          |
| Mil Mi-24 Hind        | Rússia       | atac                   | 5         |                          |
| Sukhoi Su-25 Frogfoot | Rússia       | atac                   | 4         |                          |
| Enstrom 480B          | Estats Units | vigilància             | 2         |                          |

## Marina de guerra
Guinea Equatorial posseeix una petita armada:
- 1 Corbeta OPV-88 "Bata", 1.360 tones, Ucraïna, març de 2012
- 2 patrullers OPV-62 (basats en el model “SAAR 4.5” de la marina israeliana) "Litoral" i "Kie-Ntem", 2011
- 1 llanxa patrullera Daphne - 170 tones a plena càrrega - encarregat en 1963
- 2 llanxes patrulleres Zhuk
- 2 embarcacions de patrulla Kalkan - 8,5 tones de càrrega completa
- 1 fragata, "Wele Nzas", (F 073) - 2.500 tones. Ucraïna. Botat al febrer de 2013[6]
- 1 P-183\P-6 classe FAC - estatut desconegut.
- 1 Estuario de Muni classe OPV

## Equipament

### Blindats
| Nom                       | Origen                    | Tipus                           | En servei                 | Notes                     |                           |                           |
| Vehicle blindat de combat | Vehicle blindat de combat | Vehicle blindat de combat       | Vehicle blindat de combat | Vehicle blindat de combat | Vehicle blindat de combat | Vehicle blindat de combat |
| ------------------------- | ------------------------- | ------------------------------- | ------------------------- | ------------------------- | ------------------------- | ------------------------- |
| BTR-152                   | Unió Soviètica            | APC                             | 10                        |                           |                           |                           |
| T-54/55                   | Unió Soviètica            | Vehicle de combat d'infanteria  | 3                         |                           |                           |                           |
| BMP-1                     | Unió Soviètica            | Vehicle de combat d'infanteria  | 20                        | antic exèrcit txec        |                           |                           |
| BTR-70                    | Unió Soviètica            | Vehicle amfibi de reconeixement | 8                         |                           |                           |                           |
| Ural-4320                 | Rússia                    | camió multiús                   |                           |                           |                           |                           |
| Artilleria                |                           |                                 |                           |                           |                           |                           |
| M-43                      | Unió Soviètica            | Morter de 160mm                 |                           |                           |                           |                           |

### Armes curtes
- AKM
- FN FAL
- Metralladora lleugera RPD
- RPG-7